# جیووانی سیمئونه
جیووانی سیمئونه بالدینی (اسپانیایی: Giovanni Simeone Baldini‎؛ زادهٔ ۵ ژوئیهٔ ۱۹۹۵) بازیکن فوتبال اهل آرژانتین است که هم اکنون برای باشگاه ناپولی بازی می‌کند.
وی فرزند دیگو سیمئونه(ال چولو)، سرمربی بزرگ فوتبال است. جیووانی در سال ۲۰۱۵ آقای گل مسابقات قهرمانی جوانان آمریکای جنوبی شده‌است.